# Йосип бен Авраам
Йосип бен Авраам (івр. יוסף בן אברהם הכהן, також відомий під арабським ім'ям Юсуф аль-Басір) — караїмський філософ і теолог, який діяв у Вавилонії чи Персії в першій половині XI століття. Він був учителем, серед інших, Єшуа бен Єгуди (Абу аль-Фарадж Фуркан ібн Асада). Через евфемізм його прозвали "га-Рое" ("провидцем"), через його сліпоту. Однак ця немічність не завадила йому здійснити довгі подорожі, мабуть, як караїмського місіонера. Під час своїх подорожей він відвідував релігійно-філософські школи Мутазілі, вчення яких захищав у своїх працях. З них найважливішим є Мухтаві, перекладений з арабської на іврит, можливо, Тобією бен Мойсеєм, під назвою Сефер ха-Неїмот або Зікрон ха-Дато. Він розділений на сорок глав, в яких усі основні принципи мутазілі- каламу застосовані до караїмських догм: п'ять принципів єдності Бога; необхідність допускати атоми та аварії; існування Творця; необхідність визнання одних атрибутів та відкидання інших; Божа справедливість та її відношення до вільної волі; винагорода та покарання; тощо Автор часто сперечається проти християн, дуалістів, волхвів, епікурейців та різних інших сект, з догматами яких він показує себе добре знайомими. Він цитує засновників мутазільських сект аль-Джабайю та аль-Бахшамію, Абу Алі Мухаммада ібн Абд аль-Ваххаба аль-Джабаю та його сина Хашима Абд аль-Салама, вчення яких він уважно дотримувався. Мухтаві досі збережений у рукописі, як в арабському оригіналі, так і в його івриті; перший — у бібліотеці Давида Кауфмана, другий — у бібліотеках Лейдена, Парижа та Санкт-Петербурга.

## ЙогоАль-Таміїз
Ще однією його роботою є Аль-Таміїз, яку також називають Аль-Мансурі (брит. Муз. Або No 2568). Вона була перекладена на іврит, з деякими доповненнями, Тобією бен Мойсеєм під назвою Mahkimat Peti (Оксфорд, Лейден, Париж, Санкт-Петербург). Твір розділений на тридцять три глави, і розглядає в скороченому вигляді всі не-полемічні предмети, що містяться в Muhtawi. У чотирнадцятому розділі автор критикує Шиур-Комах і спростовує теорію Бенджаміна бен Мойсея Нахаванді, який, вважаючи Бога занадто піднесеним, щоб мати безпосереднє відношення до матеріального світу, вважав, що його створив ангел, який виконує роль представника Бога. Через схожість між деякими пасажами Mahkimat Петі і в Emunot ми-De'ot можна зробити висновок про те, що Йосип знав роботи Саадії і часто їх використовував. Махкімат Петі (xxiii) цитується під арабською назвою Аль-Мансурі Йосипом ібн Цадіком у зв'язку з достатністю Бога; ібн Цадік критикує також теорію Мутазілі, прийняту Джозефом бен Авраамом (xxvii), щодо винагороди, зарезервованої у майбутньому світі для тварин і дітей в обмін на страждання, завдані їм у цьому світі.
Йосип цитує в «Мухтаві» та «Аль-Тамізі» наступні його твори, які вже не існують: «Сіхат аль-Істідлал бі-аль-Шахд (Шахр)» ала аль-Гайб, ймовірно, на доказах існування Творця; Ахвал аль-Фаїл; Аль-Мухіт, на івриті, Шефот ха-Шофедзім; написання про, можливо, проти, Абу Галіба Табіта; Меліцат Ікре аль-Любад (?); Аль-Істіана; Аль-Істібсар, про заповіді (Сефер ха-Міцвот), фрагмент якої, що містить закони успадкування та чистоти, все ще існує (брит. Муз. Або 2567). Закони, що стосуються фестивалів, були перекладені на іврит Тобією бен Мойсеєм під назвою Sefer ha-Mo'adim. Вони розділені на вісім розділів, в яких Йосип обговорює аргументи, які використовував Самуїл бен Йофні проти караїмів щодо неоменії та святкування свята перших плодів. Авраам Гаркаві припускає, що ці аргументи обговорювалися також в іншій праці Джозефа під назвою "Кітаб аль-Хідая". Передбачається, що Йосип також був автором: Циддука ха-Діна, присвяченого есхатології; She'elot u-Teshubot (арабська, Mas'ail wa-Jawa'ib), що містить тринадцять філософських питань, адресованих єврейським та неєврейським вченим; та Пері Цадінь, глава про теодицею.

## Вплив на караїзм
Йосип вважався одним з найбільших авторитетів серед караїмів. Йому була обумовлена реформа, введена в закони про інцест ('арайот), він перший протестував проти перебільшення обсягу герменевтичного правила аналогії (хешеш), яким наступники Анана заборонили шлюбні шлюби між найбільш далекими родичами Його філософська система була прийнята всіма його караїмськими наступниками аж до Аарона бен Ілії з Нікомедії, котрий у своєму "Ец Чаїїм" часто цитує його. 
Однак у цій галузі Йосип не претендує на оригінальність, оскільки він лише відтворив калам мотазилітів, і його основна праця, "Мухтаві" за кілька біблійних цитат, що містяться в ній, може бути підписана будь-яким мусульманином.
Йосип обговорював лише загальні питання монотеїзму, які є спільною основою як євреїв, так і мусульман, і обережно уникав тих, на яких розділяються євреї та мусульмани, як, наприклад, питання про те, чи був скасований закон Мойсея. Цінність його творів полягає лише в інформації, яку вони подають стосовно Каламу Мутазілі. Ймовірно, що, представляючи караїмських теологів як Мутакалламин (Морех, lxxi), Маймонід натякав на Йосифа.